# 중화민국 헌병
중화민국 헌병(중국어 정체자: 中華民國憲兵, 한어 병음: Jūnghuá Mínguó Hsiènbīng, 타이뤄: Jūnghuá Mínguó Hsiènbīng, 하카어 백화자: Chûng-fà Mìn-koet Hién-pîn, Republic of China Military Police (ROCMP))은 중화민국 국군의 독립된 헌병 군종으로, 타이완성 타이베이시 중산구에 있는 헌병지휘부를 본부로 두고있다.

## 역사

### 국부천대 이후
2012년부로 국방부에서 참모본부로 전속하고, 지위가 사령부에서 지휘부로 내려갔다.
2014년 4월 1일, 헌병학교가 헌병훈련소로 개명되었다.
2021년 5월, 중화민국 헌병은 국방부 직속으로 되돌려졌다.

## 구조

### 부서
- 지휘관: 중장
- 부지휘관: 소장
- 참모장: 소장
- 부참모장: 1등 혹은 2등 상교
- 政治作戰室→정치작전실(주임: 소장; 부주임: 상교)
- 督察室→감찰실(감찰장: 소장 부지휘관 겸임; 부감찰장: 상교)
- 人事軍務處→인사군무처(처장: 상교)
- 軍事情報處→군사정보처(처장: 상교)
- 憲兵警務處→헌병경무처(처장: 상교)
- 後通處→후통처(처장: 상교)
- 計畫處→계획처(처장: 상교)
- 主計處→주계처(처장: 상교)
- 勤務連→근무중대(련장(連長): 소교)

### 직할부대
- 헌병훈련소(중국어판)(校區：五股교 본부)(주임: 상교)
- 刑事鑑識中心→형사감식센터
  - 化學鑑識組→화학감식조
  - 物理鑑識組→물리감식조
  - 現場勘查組→현장답사조
- 警衛大隊→경위대대
- 通信資訊隊→통신정보대
- 醫務隊→의무대
- 헌병특근대(憲兵特勤隊)(MPSSC, 夜鷹→쏙독새") - 우구구 산구"[1][2]

### 지역사령부
- 헌병 제202지휘부(소장)
  - 근무지원중대
  - 헌병 제211, 229, 332대대
  - 헌병포병 제228대대
  - 헌병장갑보병 제239대대
  - 快速反應連→쾌속반응중대(RRC)
  - 臺北헌병대 - 타이베이
  - 士林헌병대 - 스란
- 헌병 제203지휘부(소장)
  - 근무지원중대
  - 苗栗헌병대 - 먀오리
  - 臺中헌병대 - 타이중시
  - 彰化헌병대 - 장화
  - 南投헌병대 - 난터우
  - 雲林헌병대 - 윈린
  - 嘉義헌병대 - 자이
  - 金門헌병대 - 진먼
- 헌병 제204지휘부(소장)
  - 근무지원중대
  - 臺南헌병대 - 타이난
  - 高雄헌병대 - 가오슝
  - 屏東헌병대 - 핑둥
  - 花蓮헌병대 - 화롄
  - 臺東헌병대 - 타이둥
  - 澎湖헌병대 - 펑후
  - 헌병 제651소대(排)
- 헌병 제205지휘부(상교)
  - 근무지원중대
  - 新北헌병대 - 신베이
  - 基隆헌병대 - 지룽
  - 桃園헌병대 - 타오위안
  - 新竹헌병대 - 신주
  - 宜蘭헌병대 - 이란
  - 馬祖헌병대 - 마쭈
  - 헌병 제601중대

## 참조
1. ↑  “國防部軍事新聞網報導憲兵特勤隊” (중국어 (대만)). 2007년 10월 31일에 원본 문서에서 보존된 문서.
2. ↑  “模擬機場攻台 中國準備好了嗎？” (중국어 (대만)). 2011년 7월 18일에 원본 문서에서 보존된 문서.

## 같이 보기
- 군사규찰(중국어판)